# Out to Die
Out to Die är det norska black metal/thrash metal-bandet Aura Noir femte fullängds studioalbum. Albumet utgavs 2012 av skivbolaget Indie Recordings.

## Låtlista
1. "Trenches" – 3:57
2. "Fed To The Flames" – 3:32
3. "Abbadon" – 4:02
4. "The Grin From The Gallows" – 4:44
5. "Withheld" – 3:02
6. "Priest's Hellish Fiend" – 4:20
7. "Deathwish" – 3:31
8. "Out To Die" – 4:31

- Text: Agressor (spår 2, 4, 6), Apollyon (spår 1, 7), Dirge Rep (Per Husebø, spår 3, 8), Fenriz (Gylve Fenris Nagell, spår 5)
- All musik skriven av Aura Noir

## Medverkande
Musiker (Aura Noir-medlemmar)
- Aggressor (Carl-Michael Eide) – sång, gitarr
- Apollyon (Ole Jørgen Moe) – sång, basgitarr, trummor
- Blasphemer (Rune Eriksen) – gitarr

Produktion
- Aura Noir – producent, ljudtekniker
- Bård Vold Ingebrigtsen – ljudmix
- Tom Kvålsvoll – mastring
- Costin Chioreanu – omslagsdesign, omslagskonst
- Soile Siirtola – foto
- Danièle Ducharme – foto

### Fotnoter
1. ↑  Out to Die på discogs.com